# Praag 4
Praag 4 (Tsjechisch: Praha 4) is een gemeentelijk district van de Tsjechische hoofdstad Praag. Het district bestaat uit de wijken Braník, Hodkovičky, Krč, Lhotka en Podolí en gedeelten van de wijken Michle, Nusle, Vinohrady en Záběhlice.
Het gemeentelijk district Praag 4 grenst in het noorden aan Praag 2 en Praag 10, in het oosten aan Praag 11 en Praag-Kunratice, ten zuiden van Praag 4 ligt Praag 12 en aan de westzijde liggen Praag 5 en Praag-Velká Chuchle.

## Administratief district Praag 4
Het gemeentelijk district is het hoofddistrict van het gelijknamige administratieve district (Správní obvod). Ook het gemeentelijke district Praag-Kunratice is onderdeel van het administratieve district Praag 4.

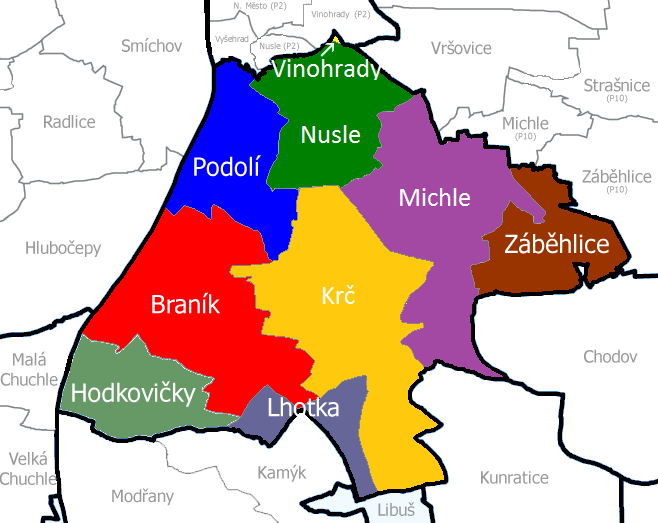
Indeling van Praag 4

Praag 1 · Praag 2 · Praag 3 · Praag 4 · Praag-Kunratice · Praag 5 · Praag-Slivenec · Praag 6 · Praag-Lysolaje · Praag-Nebušice · Praag-Přední Kopanina · Praag-Suchdol · Praag 7 · Praag-Troja · Praag 8 · Praag-Březiněves · Praag-Ďáblice · Praag-Dolní Chabry · Praag 9 · Praag 10 · Praag 11 · Praag-Křeslice · Praag-Šeberov · Praag-Újezd · Praag 12 · Praag-Libuš · Praag 13 · Praag-Řeporyje · Praag 14 · Praag-Dolní Počernice · Praag 15 · Praag-Dolní Měcholupy · Praag-Dubeč · Praag-Petrovice · Praag-Štěrboholy · Praag 16-Radotín · Praag-Lipence · Praag-Lochkov · Praag-Velká Chuchle · Praag-Zbraslav · Praag 17-Řepy · Praag-Zličín · Praag 18-Letňany · Praag 19-Kbely · Praag-Čakovice · Praag-Satalice · Praag-Vinoř · Praag 20-Horní Počernice · Praag 21-Újezd nad Lesy · Praag-Běchovice · Praag-Klánovice · Praag-Koloděje · Praag 22-Uhříněves · Praag-Benice · Praag-Kolovraty · Praag-Královice · Praag-Nedvězí